# 아라한과
아라한과(阿羅漢果, 산스크리트어: arhat-phala, arhattva-phala, arhat-phalin, arhattva, 영어: state of full attainment of arhatship), 무학과(無學果), 제4과(第四果), 아라한(向阿羅), 무학(無學) 또는 아라한과보특가라(阿羅漢果補特伽羅)는 불교의 성자들 중의 한 부류로서, 4향4과에 속한, 상계(색계와 무색계)의 유정지(무색계의 비상비비상처)의 수혹 9품 중 제9품을 끊은 성자를 말한다. 즉, 유정지의 수혹 제9품을 끊음으로서 모든 번뇌를 끊게 된 상태에 이르고 그 과보로 '윤회가 끝났음을 아는 지혜'인 진지(盡智)를 증득한 성자이다.
여기서, 수혹 9품은 3계를 9지로 세분한 3계9지(三界九地)에서 각 지(地)의 수혹, 즉, 98수면 또는 128번뇌 중 각 지에 속한 수소단의 탐 · 만 · 무명 등을 그 강약 또는 추세(麁細, 거침과 미세함)에 따라, 상품 · 중품 · 하품의 3품으로 나누고 다시 그 각각을 상중하의 3품으로 나누어, 총 9가지로 나눈 것으로 ① 상상품(上上品) ② 상중품(上中品) ③ 상하품(上下品) ④ 중상품(中上品) ⑤ 중중품(中中品) ⑥ 중하품(中下品) ⑦ 하상품(下上品) ⑧ 하중품(下中品) ⑨ 하하품(下下品)을 말한다. 제9품은 ⑨ 하하품(下下品)을 말한다.
유정지 즉 무색계의 최고 천인 비상비비상처의 수혹 제9품을 특히 유정혹(有頂惑)이라고 하며 유정혹을 끊는 선정, 즉, 유정혹을 끊는 제9품의 무간도(無間道)를 금강유정(金剛喩定)이라고 한다. '금강유정'은 금강(다이아몬드)와 유사한 선정이라는 뜻으로, 일체의 번뇌를 파괴하는 힘과 작용을 가진 번뇌를 끊는 무간도 중에서 가장 뛰어난 것을 의미한다.
|          | 수혹                | 욕계                                      | 색계                                 | 무색계                               |        |
| -------- | ------------------- | ----------------------------------------- | ------------------------------------ | ------------------------------------ | ------ |
| 부파불교 | 98수면 중 수혹      | 탐 · 진 · 만 · 무명 (4)                   | 탐 · 만 · 무명 (3)                   | 탐 · 만 · 무명 (3)                   | 10가지 |
| 대승불교 | 128근본번뇌 중 수혹 | 탐 · 진 · 만 · 무명 · 유신견 · 변집견 (6) | 탐 · 만 · 무명 · 유신견 · 변집견 (5) | 탐 · 만 · 무명 · 유신견 · 변집견 (5) | 16가지 |

| 4향4과   | 단멸한 번뇌                                                    | 단멸에 소요되는 생                     | 별도 명칭                                  |
| 예류향   | 견혹                                                           | 알 수 없음, 견혹은 단박(16심)에 끊어짐 |                                            |
| 예류과   | 견혹                                                           | 알 수 없음, 견혹은 단박(16심)에 끊어짐 |                                            |
| 일래향   | 욕계 수혹 ① 상상품(上上品)                                     | 최대 2생                               |                                            |
| 일래향   | 욕계 수혹 ② 상중품(上中品)                                     | 최대 1생                               |                                            |
| 일래향   | 욕계 수혹 ③ 상하품(上下品)                                     | 최대 1생                               | 가가 · 3생가가                             |
| 일래향   | 욕계 수혹 ④ 중상품(中上品)                                     | 최대 1생                               | 가가 · 2생가가                             |
| 일래향   | 욕계 수혹 ⑤ 중중품(中中品)                                     | 최대 1생                               |                                            |
| 일래과   | 욕계 수혹 ⑥ 중하품(中下品)                                     | 최대 1생                               |                                            |
| 불환향   | 욕계 수혹 ⑦ 하상품(下上品)                                     | 최대 1생                               | 일간                                       |
| 불환향   | 욕계 수혹 ⑧ 하중품(下中品)                                     | 최대 1생                               | 일간                                       |
| 불환과   | 욕계 수혹 ⑨ 하하품(下下品)                                     | 최대 1생                               | 중반 생반 유행반 무행반 상류반 행무색 현반 |
| 아라한향 | 색계 초선 수혹 9품                                             | 최대 1생                               |                                            |
| 아라한향 | 색계 제2선 수혹 9품                                            | 최대 1생                               |                                            |
| 아라한향 | 색계 제3선 수혹 9품                                            | 최대 1생                               |                                            |
| 아라한향 | 색계 제4선 수혹 9품                                            | 최대 1생                               |                                            |
| 아라한향 | 무색계 공무변처지 수혹 9품                                     | 최대 1생                               |                                            |
| 아라한향 | 무색계 식무변처지 수혹 9품                                     | 최대 1생                               |                                            |
| 아라한향 | 무색계 무소유처지 수혹 9품                                     | 최대 1생                               |                                            |
| 아라한향 | 무색계 비상비비상처지 수혹 8품                                 | 최대 1생                               |                                            |
| 아라한과 | 무색계 비상비비상처지 수혹 제9품                               | 최대 1생                               | 금강유정                                   |
| 합계     | 욕계 수혹 9품 색계 수혹 36품 무색계 수혹 36품 3계 수혹 총 81품 | 견도 후 열반까지 최대 7생              |                                            |

| 성문4과           | 10결의 조복과 단멸 (팔리어 대장경에 따른) | 10결의 조복과 단멸 (팔리어 대장경에 따른)          | 10결의 조복과 단멸 (팔리어 대장경에 따른) | 윤회                       |
| 예류과 (수다원)   | 5하분결                                   | 1. 유신견결 2. 의결 3. 계금취견결                  | 단멸                                      | 인간도와 천상도에 최대 7생 |
| 일래과 (사다함)   | 5하분결                                   | 4. 욕탐결 5. 진에결 (10. 무명결)                   | 조복                                      | 인간도에 최대 1생          |
| 불환과 (아나함)   | 5하분결                                   | 4. 욕탐결 5. 진에결 (10. 무명결)                   | 단멸                                      | 청정한 곳에 최대 1생       |
| 아라한과 (아라한) | 5상분결                                   | 6. 색탐결 7. 무색탐결 8. 만결 9. 도거결 10. 무명결 | 단멸                                      | 윤회하지 않음              |

달리 말해, 아라한과는 5상분결을 완전히 단멸한 성자이다. 또 달리 말해, 아라한과는 부처의 지위 즉 불지(佛地)에 도달한 것으로 성불(成佛)을 증득한 것이다.
아라한과(阿羅漢果)는 다음의 분류 또는 체계에 속한다.
- ① 예류향 ② 예류과 ③ 일래향 ④ 일래과 ⑤ 불환향 ⑥ 불환과 ⑦ 아라한향 ⑧ 아라한과의 4향4과(四向四果) 중의 하나이다.
- 아라한과 즉 아라한은 6종아라한(六種阿羅漢) · 7종아라한(七種阿羅漢) · 9무학(九無學) 등으로 나뉜다.
- 18유학(十八有學)과 9무학(九無學)을 통칭하는 27현성(二十七賢聖) 중 9무학에 해당한다.

## 같이 보기
- 성자 (불교)
- 7성(七聖)
- 4향4과(四向四果)
- 18유학(十八有學)
- 6종아라한(六種阿羅漢)
- 7종아라한(七種阿羅漢)
- 혜해탈(慧解脫)
- 심해탈(心解脫)
- 구해탈(俱解脫)
- 9무학(九無學)